# Hyalinobatrachium carlesvilai
Hyalinobatrachium carlesvilai es una especie de anfibio anuro de la familia de las ranas de cristal (Centrolenidae). Se distribuye por el sudeste de Perú, el norte de Bolivia y el norte del estado de Mato Grosso (Brasil), entre los 300 y los 1200 m de altitud. En Perú y Bolivia, habita en arroyos de los bosques tropicales de las laderas bajas de los Andes.
Mide entre 20,6 y 23,9 mm. Es de color verde con moteado amarillo y negro. El vientre es transparente y permite observar los órganos internos. El iris es de color crema con motas negras.